# Croissant noir
Le Croissant noir ou Croissant noir marocain était une organisation secrète marocaine créée en 1951 par des sympathisants du Parti communiste marocain et des membres du Parti démocratique de l'indépendance. Son principal objectif consistait à créer une résistance armée face au colonialisme franco-espagnol au Maroc. Son principal dirigeant était Abdelkrim Benabdallah.

## Histoire
Au début des années 1950, des sympathisants du Parti communiste marocain (PCM) et des membres du Parti démocratique de l'indépendance (PDI) se réunissent autour de l'ingénieur des mines et résistant marocain Abdelkrim Benabdallah pour former une organisation secrète (le Croissant noir) capable de frapper dans la clandestinité des objectifs coloniaux dans les grandes villes marocaines occupées.
Le Croissant noir n'est pas d'obédience partisane singulière. Il est en effet formé de résistants sans attache, de sympathisants communistes et de membres du PDI de Mohamed Hassan Ouazzani. Cela lui permet d'avoir une marge de manœuvre un peu plus grande que sa rivale, l'Organisation secrète marocaine (al-Mounaddama Sirriya), bien encadrée par les dirigeants du Parti de l'Istiqlal (PI).
En 1955, lors des négociations de l'indépendance du Maroc à Aix-les-Bains, le Croissant noir refuse l'appel à déposer les armes. Ce qui vaudra à ses figures connues d'être incarcérés par les autorités du Maroc indépendant. En effet, entre 1955 et 1956, les règlements de compte entre les membres de l'Organisation secrète marocaine affiliée à l'Istiqlal et les membres du Croissant noir affilié aux communistes se multiplient. Pour y mettre fin, le prince Moulay Hassan (futur roi Hassan II) est chargé par le roi Mohammed V de créer et d'organiser les Forces armées royales (FAR) en intégrant les résistants qui n'ont pas encore déposé les armes.
Le 27 août 1956, la majorité des cadres de l'organisation sont arrêtés et accusés  « de détention illégale d'armes et de constitution d'organisation de malfaiteurs ». Ils sont transférés à la prison centrale de Kénitra après jugement en première instance le 21 janvier 1957.

## Attentats et assassinats
Le Croissant noir est notamment responsable de l'assassinat en 1956 des deux résistants marocains Brahim Roudani et Rahal Meskini, affiliés à la Mounaddama Sirriya de l'Istiqlal.